# Covenant (альбом UFO)
Covenant — пятнадцатый студийный альбом британской рок-группы UFO, выпущенный в 2000 году.

## Об альбоме
24 апреля 1998 года, во время тура в поддержку предыдущего альбома группы, Walk on Water Михаэль Шенкер покинул UFO. После этого группа на какое-то время распалась, так как из-за юридических проблем Фил Могг и Пит Уэй не могли выпускать альбомы под названием UFO.
В январе 2000 группа собралась вновь для записи нового альбома. Состав группы сократился до квартета. Кроме того, барабанщика Энди Паркера заменил Эйнсли Данбар, который раньше играл с Моггом и Уэем в их группе Mogg/Way.
К альбому прилагался бонусный диск под названием Live USA, который содержал песни, записанные группой в ходе гастролей по США.

## Список композиций
Все песни написаны Филом Моггом и Михаэлем Шенкером, если не указано иное.

### Covenant
| №                   | Название                   | Автор(ы)            | Длительность |
| ------------------- | -------------------------- | ------------------- | ------------ |
| 1.                  | «Love Is Forever»          |                     | 4:22         |
| 2.                  | «Unraveled»                | Могг, Пит Уэй       | 4:16         |
| 3.                  | «Miss the Lights»          |                     | 4:43         |
| 4.                  | «Midnight Train»           |                     | 4:55         |
| 5.                  | «Fool's Gold»              |                     | 5:35         |
| 6.                  | «In the Middle of Madness» |                     | 3:47         |
| 7.                  | «The Smell of Money»       |                     | 3:44         |
| 8.                  | «Rise Again»               | Могг, Уэй           | 4:29         |
| 9.                  | «Serenade»                 |                     | 5:00         |
| 10.                 | «Cowboy Joe»               |                     | 4:13         |
| 11.                 | «The World and His Dog»    |                     | 3:35         |
| Общая длительность: | Общая длительность:        | Общая длительность: | 48:45        |

### Live USA
| №                   | Название              | Автор(ы)            | Альбом              | Длительность |
| ------------------- | --------------------- | ------------------- | ------------------- | ------------ |
| 1.                  | «Mother Mary»         |                     | Force It            | 3:52         |
| 2.                  | «Let It Roll»         |                     | Force It            | 4:07         |
| 3.                  | «This Kids»           |                     | Force It            | 4:41         |
| 4.                  | «Love to Love»        |                     | Lights Out          | 5:07         |
| 5.                  | «Out in the Street»   | Могг, Уэй           | Force It            | 4:51         |
| 6.                  | «Pushed to the Limit» |                     | Walk on Water       | 4:07         |
| 7.                  | «Venus»               |                     | Walk on Water       | 7:16         |
| Общая длительность: | Общая длительность:   | Общая длительность: | Общая длительность: | 34:06        |

## Участники записи
- Фил Могг — вокал
- Михаэль Шенкер — соло-гитара
- Пол Рэймонд — ритм-гитара, клавишные на Live USA
- Пит Уэй — бас-гитара
- Эйнсли Данбар — ударные, кроме «Live USA»

### Приглашенные музыканты
- Кевин Карлсон — клавишные, кроме «Live USA»
- Саймон Райт — ударные на «Live USA»
- Джесси Брэдман — бэк-вокал